# Kreuzerhöhungskirche (Ząbkowice Śląskie)

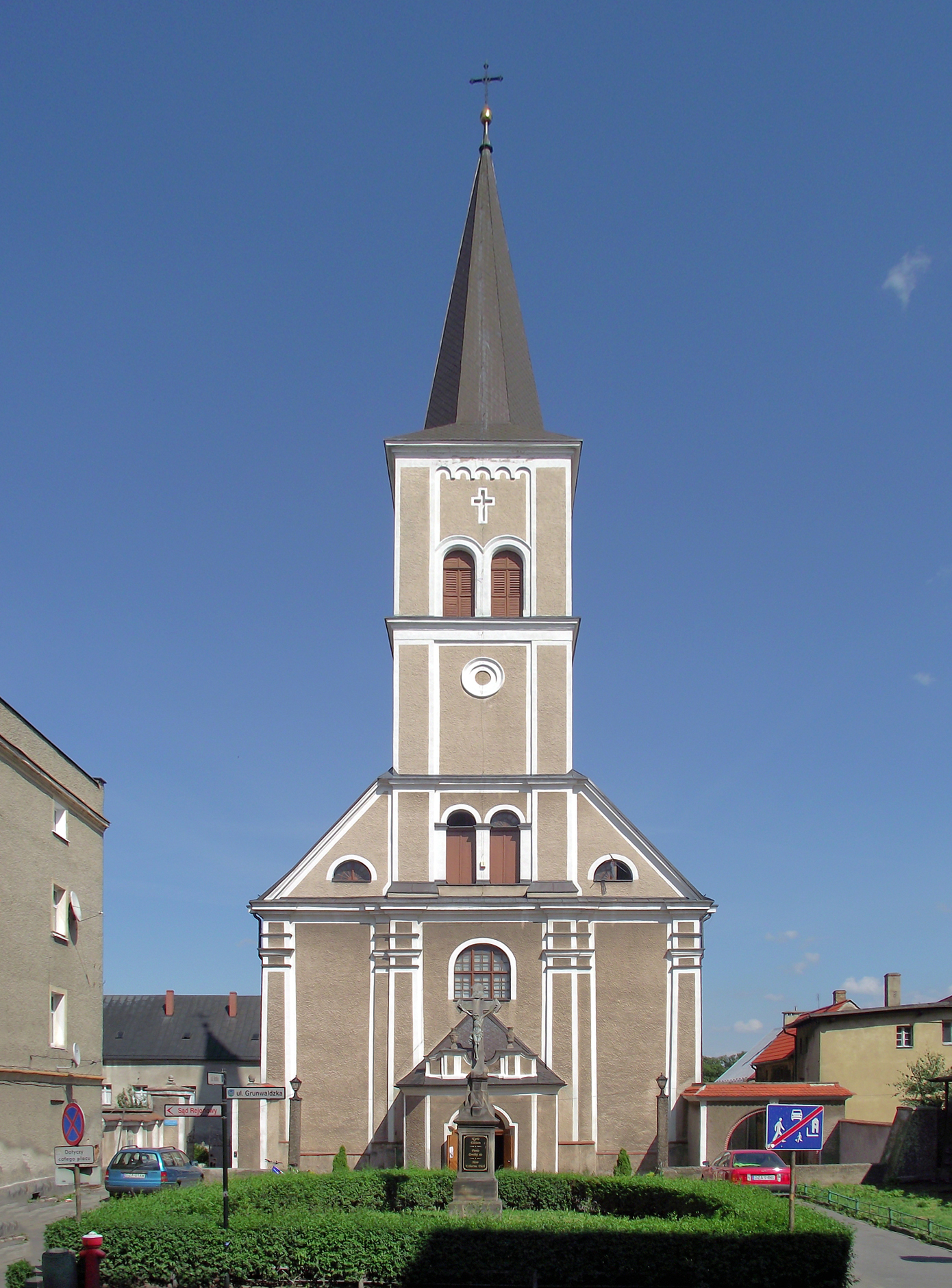
Kreuzerhöhungskirche

Die Kreuzerhöhungskirche (polnisch Kościół Podwyższenia Krzyża Świętego) ist eine römisch-katholische Kirche in der schlesischen Stadt Ząbkowice Śląskie (deutsch Frankenstein). Das Gotteshaus liegt im Norden des Stadtkerns an der ul. Grunwaldzka. Die Kirche ist eine Filiale der Pfarrei St. Anna (Parafia św. Anny) in Ząbkowice Śląskie.

## Geschichte

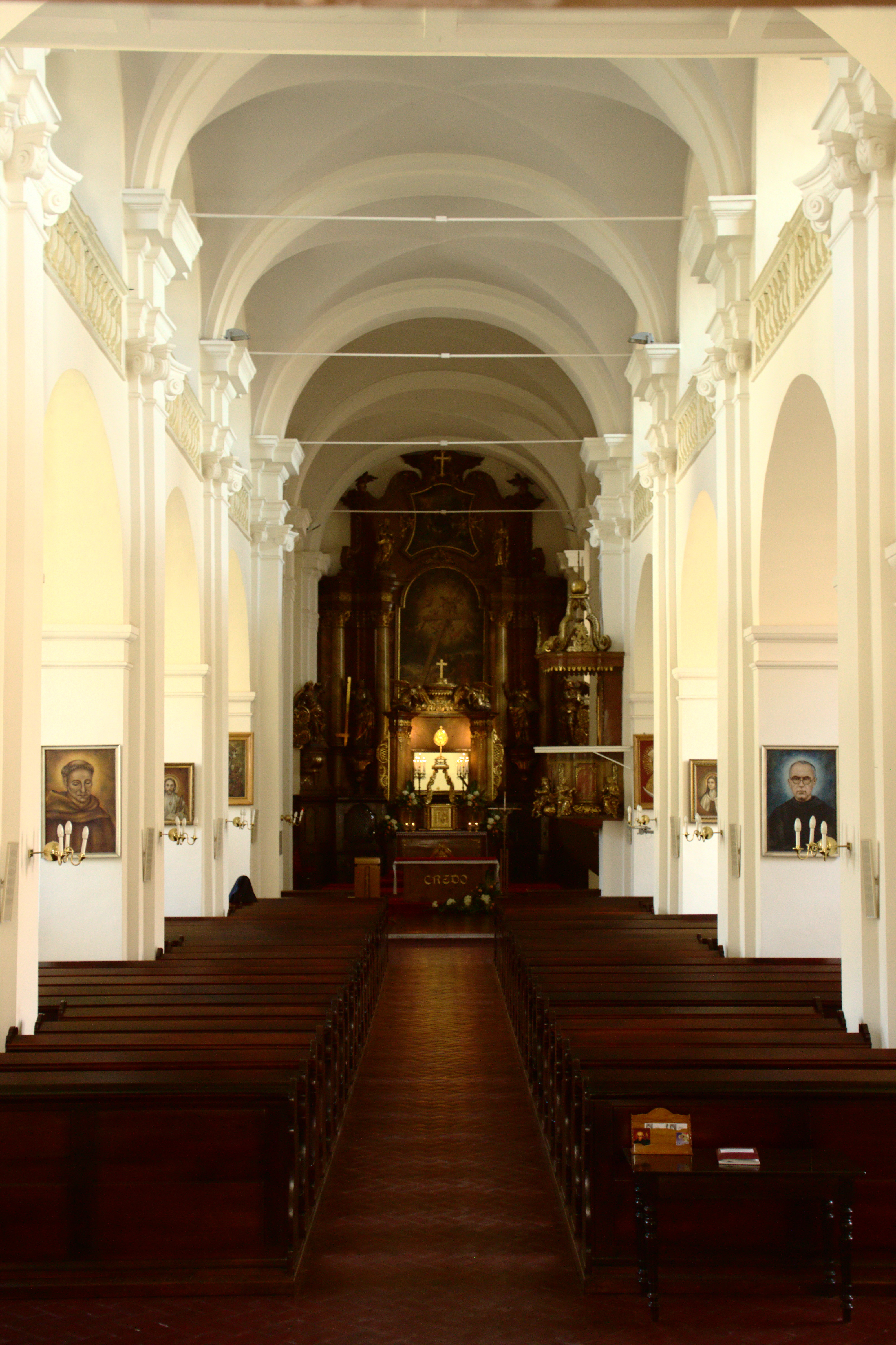
Blick in den Innenraum

Im 14. Jahrhundert entstand an der Stelle der Kirche ein Dominikanerkloster. Während der Hussitenkriege wurde das Kloster mit der Klosterkirche zerstört. Um 1450 erfolgte ein Wiederaufbau. Zwischen 1490 und 1519 wurde die Klosteranlage ausgebaut. Nachdem die Klostergebäude und Klosterkirche von 1548 bis 1576 leer gestanden waren, wurde die Kirche 1576 durch die Stadt an die Protestanten übergeben. Zwischen 1629 und 1810 wurden das Kloster und die Kirche wieder durch die Dominikaner genutzt. 1632 zerstörte ein Brand den Kirchenbau. Nach erfolgtem Wiederaufbau wurde die Kirche zwischen 1655 und 1669 im barocken Stil umgebaut. 1688 stürzte die Giebelwand ein. Der Wiederaufbau erfolgte zwischen 1689 und 1695. 
1737 wurden der Turm und das Gewölbe durch ein Erdbeben leicht beschädigt. Die darauffolgende Sanierung erfolgte 1738 durch Johann Welzel. Nach der Säkularisation 1810 wurde das Gotteshaus an die protestantische Gemeinde übergeben, die es bis 1945 nutzte. 1835 wurde der Kirchturm ausgebaut. 
Mit Vertreibung der protestantischen Gemeinde nach 1945 wurde die Kirche mit Kloster an die Franziskaner übergeben. Die Kirche wird seitdem wieder als katholisches Gotteshaus genutzt. Seit 1960 steht das Kirchengebäude unter Denkmalschutz.

## Architektur
Der Kirchenbau besitzt eine fünfjochige Emporenhalle und einen rechteckigen dreijochigen Chor. Im Seitenschiff befinden sich untereinander verbundene Kapellen. Die Außenwand ist gegliedert durch Pilaster und Lisenen. An der Westseite befindet sich der in den Baukörper eingezogene Glockenturm auf quadratischen Grundriss mit einem Spitzhelm.
Die spätbarocke Innenausstattung stammt aus dem Ende des 17. Jahrhunderts. Der Hauptaltar von 1743 besitzt ein Gemälde der Hl. Kreuzerhöhung. Die Kanzel stammt aus dem Jahr 1750 und besitzt Figuren der Evangelisten an der Brüstung.